# Jutsu (Naruto)
Jutsu er en teknik, som en ninja bruger til at kæmpe med i Naruto-verden. Der findes et hav af jutsuer, nogle kan læres af alle, nogle er kun for de mest magtfulde og nogle er nedarvet og kan ikke kopieres.

## Kampteknik

### Taijutsu
Taijutsu er den fysiske kampform, hvor ninjaerne kæmper med deres bare næver. Her gælder det mest af alt om, at være hurtigt og stærk på samme tid. Et godt eksempel er Rock Lee, der ikke kan bruge ninjutsu eller genjutsu og derfor kun kan bruge taijutsu til at kæmpe med. Men Taijutsu kan også på nogle punkter være den mest dødbringende kampform hvis man bruger den rigtigt, som Rock Lee der lige var ved at besejre Gaara ved Chunin-eksamen.

### Ninjutsu
Ninjutsu er den mest udbredte form for kamp mellem ninjaer. Her bruger de chakra til at udføre deres kamp. Der findes et hav af ninjutsu'er, som ingen kan nå at lære på en normal levetid, selvom Orochimaru har sat sig op på det. Herunder er de mest kendte ninjutsuer nævnt:

### Bunshin
Bunshin no Jutsu(分身術; Litt. "Klon teknik") kan fremkalde en klon af dig selv og betragtes som en grundlæggende jutsu. Selvom den er så simpel er den yderst brugbar. Hver ninjaby har deres egne former for kloner med egne karaktertræk. Ud over dette findes der mange forskellige slags kloner – både styrkemæssigt og antalsmæssigt. Her kan nævnes skyggekloner, der danner en masse kloner, der ikke skal have specielt meget skade før de går i stykker og forsvinder. Til sidst er der multi skyggekloner, (多重影分身の術, Tajū Kage Bunshin no Jutsu), der danner ikke bare 20, men 200 kloner. Denne jutsu er en kategoriseret som en forbudt jutsu, da den kan være livsfarlig for den person der bruger den. Når de mange kloner laves, deles den mængde chakra som personen har, mellem alle klonerne, hvilket tapper personen helt for livs-energi. Dette gælder dog ikke for f. eks Naruto, da han har en stor mængde chakra. Når han bruger jutsuen råber han ordene "Kage Bunshin no jutsu", lige meget om det er få eller mange han vil lave. 
Herudover findes der alle mulige former for Bunshin no Jutsu, så som jord-, vind-, vand-, skygge-, sand- osv.

### Kuchiyose
Kuchiyose no Jutsu, (口寄せの術; Litt. "Hidkaldelses teknik") kan hidkalde væsner fra en anden dimension. Disse kan tale og hjælpe ninjaen i kamp. Naruto kan, ligesom Jiraiya, fremkalde frøer til at hjælpe sig, mens Kakashi fremkalder hunde, Tsunade snegle, Orochimaru slanger og Den 3. Hokage aber. Det tager lang tid at lære, at hidkalde disse dyr og endnu længere tid at kontrollere dem, da man mildest talt skal blive venner med dem, før de adlyder en order.

### Genjutsu
Genjutsu er den tredje form for teknikker og er illusionsteknikker der bruges til at narre modstanderen, når han så er inde i genjutsuen kan han angribes, uden at han kan have nogen ide om det forestående angreb – en mester i genjutsu er sasukes storebror itachi der udnytter hans sharingan-øjne til at bruge en meget avanceret form for genjutsu.

## Tilbagevendende Jutso

### Chidori
Chidori (千鳥, bogstaveligt "Et tusind fugle", Carlsen oversættelse "De tusind fugle") er en teknik i manga- og anime-serien Naruto. De eneste kendte brugere af teknikken er Kakashi Hatake og Sasuke Uchiha
Teknikken blev udviklet af Kakashi Hatake efter et mislykket forsøg på at fuldgøre Rasengan ved hjælp af sin natur-manipulation. Han lærte den senere til Sasuke Uchiha, som en teknik stærk nok til at rivalisere Naruto Uzumakis Rasengan. Chidori udføres ved at samle en høj mængde lyn-baseret chakra i den ene hånd, så meget at den ellers usynlige chakra bliver synligt for det blotte øje. Efter dette, stormer brugeren af teknikken imod sit mål i en ufattelig høj hastighed. Denne hastighed har dog en ulempe, for når brugere bevæger sig så hurtigt oplever de kikkertsyn, hvilket gør dem ekstremt sårlige for modangreb. Kakashi og Sasuke gør dog brug af deres Sharingan for at undgå denne sideeffekt.
Chidori er navngivet efter den lyd den producerer mens den er i bevægelse; som et tusind kvidrende fugle. Hvis den ikke er i bevægelse lyder den som kraklende miniature lyn. På trods af den høje lyd som teknikken frembringer er den klassificeret som en snigmordsteknik, på grund af hastigheden selve brugeren når op på, mens denne stormer imod sit mål, hvilket ikke giver målet tid nok til at reagere. 
Teknikken kræver en stor del kontrol og chakra for at kunne udføres, hvilket begrænser antallet af gange den kan bruges per dag afhængigt af hvor meget chakra brugeren har. Sasuke kunne, da han først lærte teknikken, kun bruge den to gange dagligt (tre med hjælp af Orochimarus segl), mens Kakashi kan bruge den videreudviklede udgave af Chidori, "Raikiri" (Lyn kløver), fire gange om dagen.

### Rasengan
Rasengan (Spiral kugle) er et specialangreb brugt af Uzumaki Naruto i manga- og anime-serien Naruto. Den blev skabt af den fjerde Hokage, som brugte 3 år på at skabe den. En jutsu (teknik) af A-rang og kræver ingen fingersejl. Dens form er en blå kugle af Chakra. Naruto Brugte omkring 2 uger på at mestre den. Hans allerførste træning var at bruge chakra til at snurre vandet indeni en vandballon, indtil den sprang. Naruto lærte dog at han skulle snurre vandet alle veje, og ikke bare til en side. Hans næste træning var at snurre chakra inde i en gummibold så hurtigt, at den til sidst ville springe. Hans sidste træning var ligesom i 2. træning, at snurre chakra super hurtigt, men også at holde formen. Fra tredje øvelse tog det Naruto 1 uge, indtil han havde helt fat i det. Rasengan er ikke dog helt udviklet, siden den fjerde Hokage ofrede sit liv for landsbyen, inden han nåede at fuldføre den.
Senere lærer Naruto at kombinerer Rasengan med med vind-chakra der gør den endnu farligere. Han lærer derefter at skabe en ny form der har millioner små vindklinger der laver skade til chakra netværket den hedder rasenshuriken. Og til sidst lærer han at bruge "sage" chakra og derved skabe en kastbar rasenshuriken
| Anime eller manga | Spire Denne artikel om en anime og/eller manga er en spire som bør udbygges. Du er velkommen til at hjælpe Wikipedia ved at udvide den. |